# Hans Magle
Hans Magle (27. oktober 1891 på Frederiksberg – 24. marts 1983) var en dansk sognepræst og modstandsmand.

## Kirkelig karriere
Han var søn af købmand Christian H. Magle (død 1938) og hustru Ane Marie født Jensen (død 1936), blev cand.theol. 1918, var rejsesekretær ved KFUM i Danmark 1918-19 og på studieophold ved universiteterne i London, Chicago, Berlin og Erlangen 1919-20 og 1938. Han var dernæst sekretær ved KFUM i Kina 1920-25, hjælpepræst i Sandager-Holevad 1926, sognepræst i Brylle 1927-31, 2. residerende kapellan ved Odense Domkirke 1931-37, sognepræst for den danske menighed i Tønder 1937-58 og hjælpepræst ved Stengård Kirke i København 1960-66.

## Modstandsaktivitet
Under Besættelsen var Hans Magle med i ledelsen af præsternes illegale organisation P.U.F. (Præsternes uofficielle Forening) knyttet til Frit Danmark og blev arresteret af Gestapo december 1944 og indsat i Frøslevlejren indtil Befrielsen i maj 1945.

## Tillidshverv
Han havde orlov med bopæl i London som særlig udsending for Sydslesvigsk Udvalg samt korrespondent til forskellige dagblade 1948-49 og var medarbejder ved Kristeligt Dagblad fra 1959. Medlem af bestyrelsen for Sydjydsk Fængselsselskab fra 1937, formand for Tønder danske skolenævn i overgangstiden efter 1945, formand for det fælles dansk-tyske menighedsråd i Tønder 1937-58 og for udvalget for Tønder Kirkes hovedrestaurering 1940-46, medlem af bestyrelsen for Sydslesvigsk Udvalg af 5. Maj 1945, 1946-63 og for Landsforeningen af Besættelsestidens politiske Fanger 1946-48. Magle oprettede Tønder Kirkemuseum 1957.
Magle blev gift 29. december 1918 med Anna Lucie Thomsen (28. juni 1889 i Haslev - ?), datter af husejer Hans Thomsen (død 1897) og hustru Maren født Nielsen (død 1905).

## Forfatterskab
- Mission, 1932.
- Men der staar ogsaa skrevet, 1942.
- Danmarks Fremtid - kristeligt, 1945.
- Sententiæ Quotidianæ. Tanker til Dagen og Vejen, 1948.
- South Slesvig Quiz, London 1949.
- Vejledning i det sydslesvigske Spørgsmaal, 1951.
- Tønder Kirkes Symboler, 1954.
- Tønder Kirkemuseum, 1958.
- Matthias Claudius i vers og prosa, 1971.
- Europas Kirker idag, 1973.
- Bidrag til Danske Studier 1967: "Nogle Udgaver af Varnæs-Salmebogen"

Han har skrevet en række artikler i kirkelige tidsskrifter og i samleværkerne: Den danske Kirke under Besættelsen (1945), Dansk Kirkeliv (1945), Fem Aar (1945-46) og Frøslev. Tysk Fangelejr i Danmark (1964)
- Redaktør af tidsskriftet Øst og Vest 1929

## Oversættelser
- Emil Brunner: Gudsordet og Verden (1933), Troen (1936) og Hvad er Moral (1936)
- Albrecht Goes: Før Daggry (1954)
- Arnold J. Toynbee: Historiesyn og religiøs Tro (1957), Bevingede Ord fra Bibelen (1973)